# Günter Ledderhos
Günter Ledderhos (* 1939) ist ein ehemaliger deutscher Badmintonspieler.

## Karriere
Günter Ledderhos gewann 1962 Bronze bei den deutschen Einzelmeisterschaften im Herrendoppel mit Gunther Rathgeber und wurde in diesem Jahr auch erstmals Mannschaftsmeister mit dem MTV München von 1879. 1963 wurde er deutscher Meister im Mixed, 1964, 1965 und 1967 noch einmal Mannschaftsmeister.

## Sportliche Erfolge
| Saison    | Veranstaltung                     | Disziplin    | Platz | Name |
| --------- | --------------------------------- | ------------ | ----- | --- |
| 1960/1961 | Deutsche Mannschaftsmeisterschaft | Mannschaft   | 3     | MTV München 1879 (Rupert Liebl, Wolfgang Blümel, Karl Bubel, Günter Ledderhos, Heide Bichler, Renate Uschold)                             |
| 1961/1962 | Süddeutsche Einzelmeisterschaft   | Herreneinzel | 1     | Günter Ledderhos (MTV München 1879) |
| 1961/1962 | Süddeutsche Einzelmeisterschaft   | Herrendoppel | 1     | Günter Ledderhos / Günter Rathgeber (MTV München 1879)                                                                                    |
| 1961/1962 | Bayerische Einzelmeisterschaft    | Herreneinzel | 1     | Günter Ledderhos (MTV München 1879) |
| 1961/1962 | Deutsche Einzelmeisterschaft      | Herrendoppel | 3     | Günter Ledderhos / Günter Rathgeber (MTV München 1879)                                                                                    |
| 1961/1962 | Deutsche Mannschaftsmeisterschaft | Mannschaft   | 1     | MTV München 1879 (Günter Rathgeber, Gerö Maier, Günter Ledderhos, Rupert Liebl, Heide Bichler, Renate Uschold, Christiane Fuchs)          |
| 1962/1963 | Deutsche Mannschaftsmeisterschaft | Mannschaft   | 2     | MTV München 1879 (Franz Beinvogl, Günter Ledderhos, Siegfried Betz, Rupert Liebl, Ursula Verhoefen, Anke Witten)                          |
| 1962/1963 | Süddeutsche Einzelmeisterschaft   | Mixed        | 1     | Günter Ledderhos / Anke Witten (MTV München 1879)                                                                                         |
| 1962/1963 | Bayerische Einzelmeisterschaft    | Mixed        | 1     | Günter Ledderhos / Anke Witten (MTV München 1879)                                                                                         |
| 1962/1963 | Deutsche Einzelmeisterschaft      | Mixed        | 1     | Günter Ledderhos / Anke Witten (MTV München 1879)                                                                                         |
| 1963/1964 | Bayerische Einzelmeisterschaft    | Herrendoppel | 1     | Franz Beinvogl / Günter Ledderhos (MTV München 1879)                                                                                      |
| 1963/1964 | Deutsche Mannschaftsmeisterschaft | Mannschaft   | 1     | MTV München 1879 (Franz Beinvogl, Günter Ledderhos, Siegfried Betz, Rupert Liebl, Ursula Verhoefen, Anke Witten)                          |
| 1964/1965 | Deutsche Mannschaftsmeisterschaft | Mannschaft   | 1     | MTV München 1879 (Franz Beinvogl, Siegfried Betz, Erich Eikelkamp, Günter Ledderhos, Ursula Verhoefen, Anke Witten)                       |
| 1965/1966 | Deutsche Einzelmeisterschaft      | Mixed        | 3     | Günter Ledderhos / Lydia Flemming (MTV München 1879)                                                                                      |
| 1966/1967 | Deutsche Einzelmeisterschaft      | Mixed        | 3     | Günter Ledderhos / Lydia Ledderhos (MTV München 1879)                                                                                     |
| 1966/1967 | Bayerische Einzelmeisterschaft    | Mixed        | 1     | Günter Ledderhos / Inge Mönch (MTV München 1879)                                                                                          |
| 1966/1967 | Deutsche Mannschaftsmeisterschaft | Mannschaft   | 1     | MTV München 1879 (Franz Beinvogl, Siegfried Betz, Erich Eikelkamp, Rupert Liebl, Hans Sandager, Anke Witten, Lydia Ledderhos, Inge Mönch) |
| 1967/1968 | Süddeutsche Einzelmeisterschaft   | Mixed        | 1     | Günter Ledderhos / Inge Mönch (MTV München 1879)                                                                                          |